# 顏鯨
顏鯨（1517年—1591年），字應雷，號冲宇，浙江承宣布政使司寧波府慈谿縣（今浙江省寧波市慈城鎮）人，明朝政治人物。

## 生平
嘉靖二十八年己酉科（1549年）浙江鄉試第七十一名舉人。嘉靖三十五年（1556年）中式丙辰科會試第一百三十八名，三甲第一百八十名進士。都察院观政，初授行人司行人，嘉靖四十年（1561年），考选山東道監察御史，出視倉場。。嘉靖四十二年，巡按河南。均有政績，改督畿輔學政，四十五年因得罪官員而貶湖广安仁县典史，歴寶慶府推官、南京武選司主事、南京吏部文選司郎中。隆慶元年二月，升任湖廣提學副使，因試恩贡生得罪張居正，降为山東左參議，四年（1570年）七月升陕西行太僕寺少卿，當時都御史海瑞舉薦，均不以批准。高拱執政時，五年正月官员考察，以不謹冠帶閑住。萬曆年間，給事中鄒元標、御史饒位舉薦，仍然不以批准。后御史顧雲程、給事中姜應麟、李弘道再舉薦，万历十四年僅准許以湖廣副使致仕。

## 著作
著述有《易學義林》、《春秋貫玉》等。

## 家族
曾祖顏瑾，驛丞；祖父顏正；父顏文時，母唐氏。有子顏望、顏忱、顏恂。

## 延伸阅读
[在维基数据编辑]
 《國朝獻徵錄·卷之八十八》，出自焦竑《國朝獻徵錄》
 《明史卷二百〇八》，出自《明史》